# ماتيا سيرافاني
ماتيا سيرافاني (بالإيطالية: Mattia Serafini)‏ هو لاعب كرة قدم إيطالي في مركز قلب الدفاع، ولد في 4 يوليو 1983 في فانو في إيطاليا. لعب مع نادي رافينا.

## وصلات خارجية
- ماتيا سيرافاني على موقع قاعدة بيانات كرة القدم.إي يو (الإنجليزية)
- ماتيا سيرافاني على موقع Soccerway.com (الإنجليزية)